# Castelanos
Los castelanos (en latín, castellani) eran una tribu ibera de la Tarraconense al sur de los Pirineos, al oeste de los ausetanos y al este de los iacetanos. Tenemos noticia de ellos, al igual que de otros pueblos del norte de la Tarraconense, por la Geografía de Ptolomeo (libro II, capítulo 5). Sus ciudades principales eran Sebendunum (Besalú), Beseda (San Juan de las Abadesas), Egosa y Bassi (Vall de Bas).